# Gorges de la Bourne
De Gorges de la Bourne is een kloof in het zuidoosten van Frankrijk, in de regio Auvergne-Rhône-Alpes, departementen Isère en Drôme. De kloof is gevormd door de rivier de Bourne, die zich in het hoogplateau van de Vercors heeft ingegraven. Tussen het hoogste punt, nabij Villard-de-Lans, en de uitgang van de kloof bij Pont-en-Royans is het hoogteverschil ongeveer 800 m, op een afstand van ongeveer 22 km.
De D531 volgt de Gorges over de hele lengte. Deze weg werd in de 19e eeuw aangelegd, een werk van tientallen jaren. De weg is op vele plaatsen in de rotsen uitgehouwen en maar net breed genoeg voor één wagen.
Het grootste hoogteverschil tussen de bodem van de kloof en de top van het plateau is ongeveer 600 m, de kloof is op sommige plaatsen maar enkele tientallen meters breed.

## Bezienswaardigheden
- de Grottes de Choranche bij het gelijknamige dorp, met duizenden spaghettistalactieten die weerspiegeld worden in een ondergronds meer;
- het stadje Pont-en-Royans aan de uitgang van de kloof, met zijn 'maisons suspendus', huizen die boven de rivier gebouwd zijn;

## Dorpen
- Villard-de-Lans
- Les Jarrands
- La Balme de Rencurel
- Vezor
- Choranche
- Choranche-les-Bains
- Pont-en-Royans

## De Gorges de la Bourne in de geschiedenis
Volgens John Lazenby is de Gorges de plaats waar Hannibal, aan het begin van de Tweede Punische Oorlog tegen Rome in 218 v.Chr., begon aan zijn klim naar de Alpen.